# Hanimaadhoo International Airport
Hanimaadhoo International Airport (dhivehi: ހަނިމާދޫ ބައިނަލްއަޤުވާމީ ވައިގެ ބަނދަރު) är en flygplats i Maldiverna. Den ligger i administrativa atollen Haa Dhaalu, i den norra delen av landet. Hanimaadhoo International Airport ligger 3 meter över havet. Den ligger på ön Hanimaadhoo.
Terrängen runt Hanimaadhoo International Airport är mycket platt. Närmaste större samhälle är Kulhudhuffushi, 17,6 km sydväst om Hanimaadhoo International Airport. 